# 필 하우슬리
필립 프랜시스 "필" 하우슬리(영어: Phillip Francis "Phil" Housley, 1964년 3월 9일~)는 미국의 아이스하키 선수, 지도자로 현역 시절 포지션은 수비수이다. 내셔널 하키 리그(NHL)의 버펄로 세이버스, 위니펙 제츠, 세인트루이스 블루스, 캘거리 플레임스, 뉴저지 데블스, 워싱턴 캐피털스, 시카고 블랙호크스, 토론토 메이플리프스에서 뛰었으며, 통산 1495경기 출전, 1232득점을 기록했다.
국제 대회에서는 미국 국가대표팀 일원으로 활약하여 2002년 동계 올림픽에서 은메달을 획득했으며, 세계 아이스하키 선수권 대회에 6회 참가했다. 또한 1996년 아이스하키 월드컵에서 대표팀의 우승에 기여했다. 은퇴 후 2012년에 국제 아이스하키 연맹 명예의 전당, 2015년에 하키 명예의 전당에 헌액되었다.
2013년부터 2017년까지 내슈빌 프레더터스의 코치를 맡았고, 2017년부터 2019년까지 자신이 처음으로 뛴 프로팀인 버펄로 세이버스의 감독을 맡았다. 이후 2019년부터 2022년까지 애리조나 카이오티스의 코치를 맡았다.